# Obeida obscurata
Obeida obscurata är en tvåvingeart som beskrevs av Robineau-desvoidy 1863. Obeida obscurata ingår i släktet Obeida och familjen parasitflugor.
Artens utbredningsområde är Frankrike. Inga underarter finns listade i Catalogue of Life.